# Métropole de Stagi et des Météores

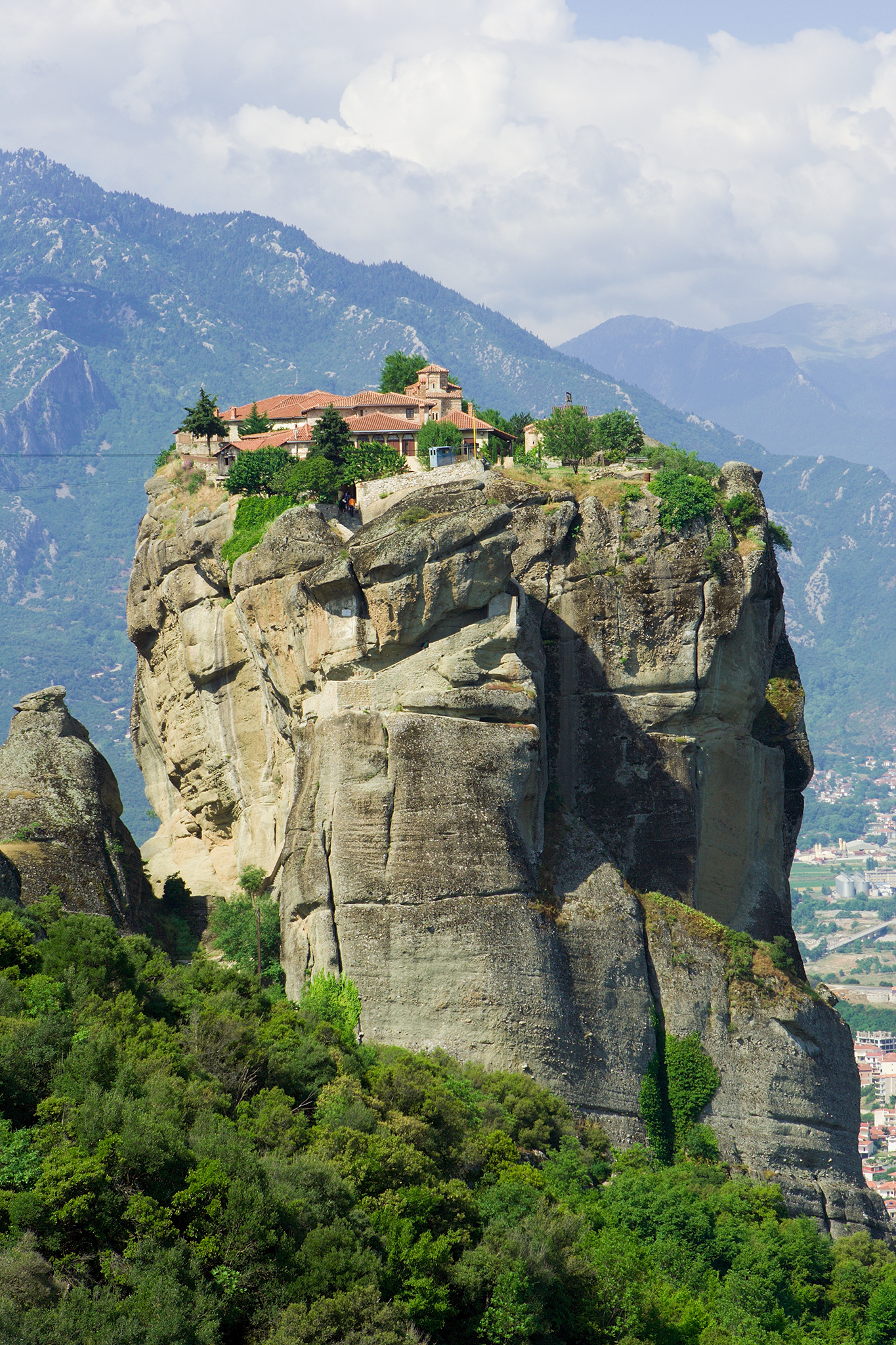
Le monastère d’Agía Triáda, aux Météores.

La Métropole de Stagi et des Météores (en grec byzantin : Ιερά Μητρόπολις Σταγών και Μετεώρων) est un évêché de l'Église orthodoxe de Grèce. Elle est située en Grèce, en Thessalie et elle a son siège à Kalambaka (l'ancienne Stagi), aux pieds des Météores. La métropole a été restaurée en 1991 par la scission en deux de l'ancienne métropole de Trikki et Stagi.

## La cathédrale
- La cathédrale de la Dormition de la Mère de Dieu est une des plus anciennes cathédrales de Grèce. Elle est décorée de fresques byzantines.

## Les métropolites
- Theóklitos (el) (né Dimitrios Lambrinakos à Athènes en 1967) depuis 2017.
- Séraphin (né Vyron Stéphanou à Phanari, nome de Karditsa en 1932) était métropolite de Trikki et Stagi lorsqu'il fut chargé en 1991 de la métropole de Stagi nouvellement restaurée, et ce jusqu'en 2017.

## Le territoire
Il compte 70 paroisses réparties en six doyennés

### 1erdoyenné
25 paroisses dont :
- Kalambaka (3 paroisses)
- Kastráki (1 paroisse)

### 2edoyenné
13 paroisses dont :
- Avla (1 paroisse)

### 3edoyenné
- Agriophyllo (1 paroisse)

### 4edoyenné
- Agnandiá (1 paroisse)

### 5edoyenné
- Pefki (1 paroisse)

### 6edoyenné
- Kastanéa (1 paroisse)

## Monastères

### Monastères masculins
- Monastère de la Transfiguration du Sauveur aux Météores ou Grand Météore, fondé en 1340.
- Monastère de Tous les saints ou de Barlaam aux Météores, fondé en 1350.
- Monastère de la Sainte-Trinité aux Météores, fondé en 1362.
- Monastère de Saint-Nicolas Anapavsa, fondé en 1368.

### Monastères féminins
- Monastère de Roussanou ou monastère de la Dormition de la Mère de Dieu aux Stagiades à Kalambaka, fondé en 1004.
- Monastère Saint-Étienne aux Météores, fondé en 1192.

## Solennités locales
- Fête de saint Bessarion, patron de Kalambaka, le 15 septembre.